# Julius Matthijs van Beyma thoe Kingma
Julius Matthijs van Beyma thoe Kingma (Ternaard, 25 september 1781 - Zweins, Kingma State, 14 september 1847) was een Nederlands bestuurder.

## Familie
Van Beyma was een zoon van Coert Lambertus van Beyma en Aukjen (Aurelia) van Poutsma. Hij trouwde in 1806 met Agatha Wilhelmina van Voss (1784-1861). Zij zijn de ouders van Frederik Hessel van Beyma thoe Kingma, Ulbo Jetze Heerma van Beyma thoe Kingma en Coert Lambertus van Beyma thoe Kingma, die allen burgemeester werden, en Tweede Kamerlid Sybrand van Beyma thoe Kingma. Van Beyma kreeg in 1821 toestemming de naam thoe Kingma toe te voegen aan zijn achternaam en werd in 1842 erkend te behoren tot de Nederlandse adel. Hij woonde met zijn gezin op de Kingma State in Zweins.

## Loopbaan
Van Beyma was ontvanger der convooien en licenten in Workum (1806-1811), werd in 1811 maire van Tzum en in 1814 vrederechter van het kanton Hindelopen. Hij was daarnaast lid van de raad van Workum en lid van de Provinciale Staten van Friesland (1824-1834).  Hij volgde in 1825 zijn oom op als grietman van Franekeradeel. Van Beyma overleed kort voor zijn 66e verjaardag.